# Тисифона
Тисифона (гр. Τεισιφόνη) в древногръцката митология е:
- Една от ериниите (фуриите). В Тартар биела с бич престъпниците. Има предание за любовта на Тисифона към цар Китерон. Когато той отхвърлил любовта ѝ, тя го убила с една от змиите от главата си.
- В трагедията на Еврипид „Алкмеон в Коринт“ Тисифона е дъщеря на Алкмеон и Манто. Алкмеон оставил децата си, Тисифона и Амфилох, за възпитание на Креон. Тисифона израснала много красива и жената на Креон започнала да се притеснява, че мъжът ѝ може да я вземе за жена и продала Тисифона в робство. Тя не знаела, че купувачът на Тисифона работел за баща ѝ. Когато Алкмеон се върнал, разбрал, че е купил собствената си дъщеря. (Apollod. III 7, 7).
- Тизифона наказва престъпленията свързани с убийства(отцеубийство,братоубийство,самоубийство и т.н).